# 羅臼川
羅臼川（日语：／）是位於日本北海道東部流入鄂霍次克海根室海峽的二級河川，為羅臼川水系的主流。以鮭魚溯溪而上聞名。

## 地理
其源頭為位於羅臼岳南側，國道334號（知床橫斷道路）沿著羅臼川的中下游並行，最後在羅臼町市區注入根室海峽。流域內有羅臼溫泉。

## 地名由来
名稱來自阿伊努語的「ra-us-i」，意思為低的地方。語尾的I可能是指「河川」。

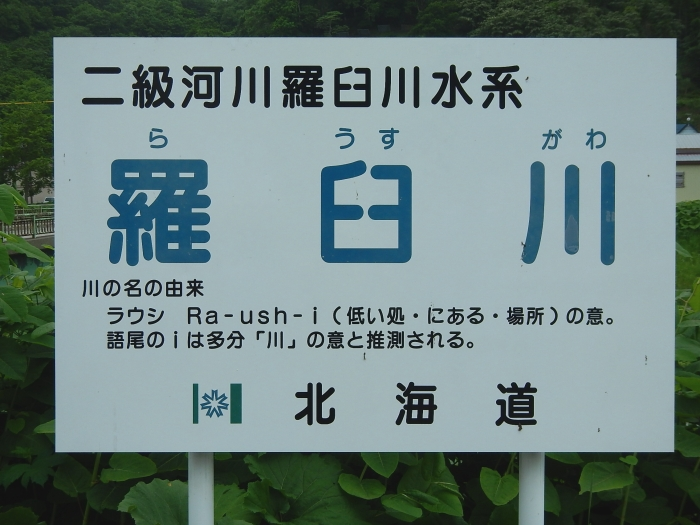
公住橋的羅臼川河川標識

## 流域自治體
北海道
根室振興局目梨郡羅臼町

## 支流
- 登山川
- 翔雲川
- 發電所川
- 落澤川
- 湯之澤川（ユノサワ川）
- 湯元川（ユモト川）

## 主要橋梁
- 知床大橋 - 國道334號（日语：国道334号）
- 湯之澤橋 - 國道334號
- 湯元橋 - 國道334號
- 熊越橋 - 國道334號
- 公住橋
- 羅臼橋 - 北海道道87號知床公園羅臼線
- 尾白橋（おじろ橋）

## 外部連結
- 北海道建設部土木局河川課 （页面存档备份，存于）
- 釧路綜合振興局 釧路建設管理部 （页面存档备份，存于）